# Hội trùng dương
"Hội trùng dương" là một trường ca nổi tiếng trong âm nhạc Việt Nam,
 viết về cuộc tụ hội của ba dòng sông và rộng hơn là ba miền Trung Nam Bắc của Việt Nam, do nhạc sĩ Phạm Đình Chương phát hành năm 1954 ngay sau sự kiện Hiệp định Genève.

## Hoàn cảnh sáng tác
Nhạc sĩ Phạm Đình Chương dành ra bốn năm để sáng tác tác phẩm trường ca này, kết cấu gồm có ba phiên khúc, tức ba phần. Ngày 29 tháng 7 năm 1954, Nhà xuất bản An Phú (số 163 Lê Lợi, Sài Gòn, Quốc gia Việt Nam) cho xuất bản tác phẩm "Hội trùng dương", không lâu sau khi Hiệp định Genève về chia cắt Việt Nam được ký kết.
Nhan đề từng phần căn cứ tờ nhạc bướm gốc của An Phú là:
- "Hội trùng dương: Phần thứ nhất - Tiếng sông Hồng" (số hiệu A.P.161)
- "Hội trùng dương: Phần thứ hai - Tiếng sông Hương" (số hiệu A.P.162)
- "Hội trùng dương: Phần thứ ba - Tiếng Cửu Long"[note 1] (số hiệu A.P.163)

## Nội dung
Trường ca "Hội trùng dương" mang âm hưởng dân ca nhưng không phải âm điệu dân ca nguyên thủy mà có sự sáng tạo của tác giả với phong cách nhịp điệu phương Tây. Tác phẩm gồm một đoạn mở đầu và ba phiên khúc; các phiên khúc đại diện cho tiếng nói của ba dòng sông nổi tiếng mỗi miền Việt Nam là Hồng Hà ở miền Bắc, Hương Giang ở miền Trung và Cửu Long Giang chảy qua vùng đồng bằng rộng lớn ở miền Nam. Trường ca nhấn mạnh sự hội ngộ của ba con sông ở biển Đông và rộng hơn là ba miền của Việt Nam, ca tụng một nước Việt Nam thống nhất. Nhạc sĩ sử dụng nghệ thuật nhân hóa cho ba con sông; mỗi dòng sông cất lên tiếng nói như nỗi lòng của ba người thiếu nữ, cũng chính là nỗi niềm của dân bản xứ về cuộc sống mưu sinh vất vả, khó khăn, cũng như đề cao phẩm chất kiên cường chống giặc ngoại xâm.
Ở đoạn đầu của "Phần thứ nhất: Tiếng sông Hồng", ông dùng điệu hò dô ta nhưng đã thoát ly dân ca nguyên thủy từ nhạc điệu đến nhạc thức, áp dụng nhạc lý phương Tây. Ở "Phần thứ hai: Tiếng sông Hương", nhạc sĩ quay về với nét nhạc đậm bản sắc dân ca nguyên thủy nhằm phù hợp với vùng đất kinh thành Huế, mô phỏng điệu hò mái đẩy miền Trung, nhịp điệu chậm rãi, hợp với lời lẽ than van, ý muốn nói lên dân sinh khó nhọc vất vả tại vùng đất miền Trung này, hết nạn thiên tai lại đến nạn can qua. Nhạc sĩ dụng âm cũng rất tài tình, khiến người hát không cần là người Huế vẫn có thể tạo âm hưởng giọng nói vùng này nếu hát đúng kỹ thuật. Ở "Phần thứ ba: Tiếng Cửu Long", ông chuyển sang vận dụng nét nhạc khỏe khoắn thể hiện sự trù phú của miền châu thổ phù sa, khéo léo thêm vào hai câu hò theo điệu ru con miền Nam.

## Biểu diễn
Trước năm 1975, ban hợp ca Thăng Long trình bày cả ba phần của trường ca "Hội trùng dương" trong chương trình Sơn Ca 10 của hãng dĩa hát Sơn Ca. Năm 1993, danh ca Thái Thanh ra album Hội trùng dương (Diễm Xưa 40), mở đầu là trường ca. Năm 2001, ca sĩ Ánh Tuyết biểu diễn tại nhà hát Bến Thành, Thành phố Hồ Chí Minh và thu âm trực tiếp trường ca vào album chủ đề Hội trùng dương (Hãng phim Trẻ). Năm 2005, ca sĩ Đức Tuấn phát hành bản thu "Hội trùng dương" trong album Đôi mắt người Sơn Tây (Phương Nam Phim).
Trường ca "Hội trùng dương" cũng xuất hiện toàn bài hoặc một phần trong nhiều chương trình thu hình như Asia 31 - Giải âm nhạc nghệ thuật ASIA (Trung tâm Asia, 2000), Paris By Night 59 - Cây đa bến cũ (Trung tâm Thúy Nga, 2000), Asia 53 - Bốn mùa - Màu sắc của tình yêu (Asia, 2007), Paris By Night 91 - Huế Sài Gòn Hà Nội (Thúy Nga, 2008), Asia 70 - Vietnam My Beloved Country - Quê hương yêu dấu (Asia, 2012), Asia 82 - Mộng dưới hoa (Asia, 2018),...